# Рансвајлер
Рансвајлер (њем. Ransweiler) општина је у њемачкој савезној држави Рајна-Палатинат. Једно је од 81 општинског средишта округа Донерсберг. Према процјени из 2010. у општини је живјело 306 становника. Посједује регионалну шифру (AGS) 7333061.

## Географски и демографски подаци
Рансвајлер се налази у савезној држави Рајна-Палатинат у округу Донерсберг. Општина се налази на надморској висини од 280 метара. Површина општине износи 4,8 km². У самом мјесту је, према процјени из 2010. године, живјело 306 становника. Просјечна густина становништва износи 64 становника/km².